# Sara Kingdom
Sara Kingdom – postać fikcyjna związana z brytyjskim serialem science-fiction pt. Doktor Who. W postać wcielała się głównie Jean Marsh. W scenie, gdzie Sara jest w podeszłym wieku, rolę tę zagrała May Warden.
Sara była towarzyszką pierwszego Doktora. Jako jedna z niewielu towarzyszy występuje tylko w jednej historii. Jest również jedną z niewielu kompanów Doktora, którzy umierają podczas swojego stażu. Bohaterka pojawia się w 4 z 12 odcinkach historii The Daleks' Master Plan, wydanego w 1965 roku. Mimo to aktualnie w archiwach BBC istnieją tylko 2 odcinki z jej udziałem.

## Życiorys
Sara jest agentem z XL wieku, która pomagając Doktorowi, chce zniszczyć Daleków. Słuchając rozkazów agencji Space Security, musiała zabić swojego brata Breta Vyona. W pewnym momencie Sara odkrywa, że agencja współpracuje z Dalekami i niesłusznie zabiła własnego brata.
W późniejszej części historii Doktor otwiera „destruktora czasu”. Dla ochrony swoich towarzyszy Doktor każe uciec im do TARDIS-a. Mimo to Sara nie znając planu Doktora, idzie za nim. To właśnie wtedy umiera ze starości, przez to, że jej czas się zmienił, a jej szczątki zmieniają się w pył.

## Występy

### Telewizyjne
| Historia                                                   | Data premiery     | Data premiery     | Źródło            |
| Historia                                                   | Pierwszy odcinek  | Ostatni odcinek   | Źródło            |
| Sezon 3 (1965-66)                                          | Sezon 3 (1965-66) | Sezon 3 (1965-66) | Sezon 3 (1965-66) |
| ---------------------------------------------------------- | ----------------- | ----------------- | ----------------- |
| The Daleks' Master Plan (Day of Armageddon - Counter Plot) | 13 listopada 1965 | 29 stycznia 1966  | [ 6 ] [ 5 ]       |

### Audio
- Home Truths[7]
- The Drowned World[8]
- The Guardian of the Solar System[9]
- The Destroyers (bez Doktora)
- The Five Companions (z Piątym Doktorem)
- The Anachronauts[10]